# Te Tai Tonga
Te Tai Tonga és una circumscripció electoral de la Cambra de Representants de Nova Zelanda. Elegeix un diputat mitjançant el sistema electoral de representació proporcional mixta i fou creada per a les eleccions de 1996. És una de les circumscripcions electorals maoris. El seu electorat s'estén per l'illa del Sud i Wellington.
La circumscripció és representada per Rino Tirikatene del Partit Laborista des de les eleccions de 2011.

## Història

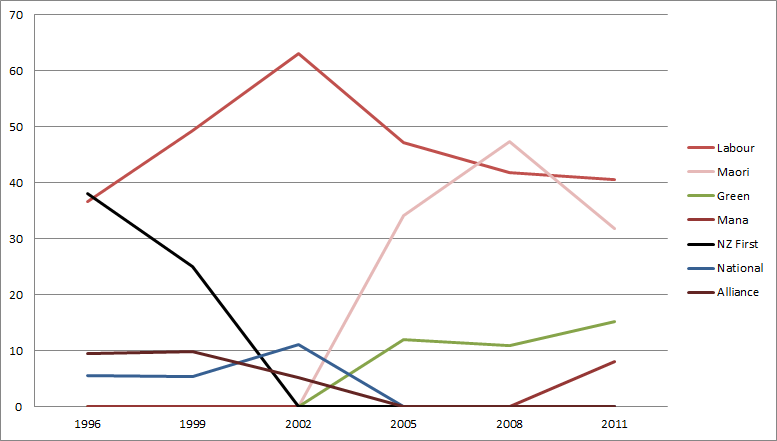
Resultats electorals de Te Tai Tonga des de les eleccions de 1996

La circumscripció va ser creada per a les eleccions de 1996, succeint la circumscripció de Southern Maori (1868-1996). El seu primer diputat fou Tu Wyllie de Nova Zelanda Primer, en unes eleccions en les que totes les circumscripcions maoris serien guanyades per Nova Zelanda Primer. Wyllie guanyà per sobre de Whetu Tirikatene-Sullivan del Partit Laborista qui havia estat diputada des de 1967.
Mahara Okeroa el va succeir en les eleccions de 1999, en què Wyllie es presentà com a candidat independent en lloc de Nova Zelanda Primer en haver-hi una gran quantitat de conflicte polític intern entre 1996 i 1999. Entre 2005 i 2008 Okeroa fou ministre al govern de Helen Clark. En les eleccions de 2005, en què es presentà el Partit Maori per primera vegada, Okeroa fou capaç de defensar la circumscripció tot i els bons resultats arreu de circumscripcions maoris per part d'aquest nou partit.
Okeroa no va poder resistir el desafiament de Rahui Katene del Partit Maori en les eleccions de 2008. Katene, però, no fou capaç de retenir la circumscripció en les eleccions de 2011, perdent contra Rino Tirikatene del Partit Laborista. Tirikatene és el net d'Eruera Tirikatene i el nebot de Whetu Tirikatene-Sullivan, els dos van ser diputats per Southern Maori per gran part del segle xx.

## Composició
La circumscripció s'estén per l'illa del Sud sencera, Wellington, Lower Hutt, l'illa Stewart i les illes Chatham. Inclou les regions de Canterbury, Marlborough, Nelson, Otago, Southland, Tasman, Wellington i West Coast. Inclou els municipis de Wellington, Lower Hutt, Christchurch i Dunedin. Altres localitats inclouen Nelson, Invercargill, Blenheim, Timaru, Ashburton i Oamaru.
Te Tai Tonga inclou les iwis de Ngāi Tahu, Kāti Mamoe, Waitaha, Te Ati Awa i Ngāti Toa.

## Diputats
| Termini | Termini         | Diputat         | Partit    | Notes                   |
| ------- | --------------- | --------------- | --------- | ----------------------- |
|         | 1996-1999       | Tu Wyllie       | NZ Primer |                         |
|         | 1999-2008       | Mahara Okeroa   | Laborista | Ministre de 2005 a 2008 |
|         | 2008-2011       | Rahui Katene    | Maori     |                         |
|         | 2011-actualitat | Rino Tirikatene | Laborista |                         |

### Diputats de llista
| Termini | Termini   | Diputat       | Partit | Notes                               |
| ------- | --------- | ------------- | ------ | ----------------------------------- |
|         | 2005-2008 | Metiria Turei | Verd   | Colíder del Partit Verd des de 2009 |

## Eleccions

### Dècada de 2010
| Eleccions de 2011: Te Tai Tonga | Eleccions de 2011: Te Tai Tonga              | Eleccions de 2011: Te Tai Tonga | Eleccions de 2011: Te Tai Tonga | Eleccions de 2011: Te Tai Tonga | Eleccions de 2011: Te Tai Tonga | Eleccions de 2011: Te Tai Tonga | Eleccions de 2011: Te Tai Tonga | Eleccions de 2011: Te Tai Tonga |
| Partit                          | Partit                                       | Candidat                        | Vots per candidat               | %                               | ±%                              | Vots per partit                 | %                               | ±%                              |
| ------------------------------- | -------------------------------------------- | ------------------------------- | ------------------------------- | ------------------------------- | ------------------------------- | ------------------------------- | ------------------------------- | ------------------------------- |
|                                 | Laborista                                    | Rino Tirikatene                 | 6.786                           | 40,62                           | -1,18                           | 6.791                           | 38,52                           | -11,06                          |
|                                 | Maori                                        | Rahui Katene                    | 5.311                           | 31,79                           | -15,51                          | 2.379                           | 13,49                           | -8,76                           |
|                                 | Verd                                         | Dora Roimata Langsbury          | 2.546                           | 15,24                           | +4,34                           | 2.789                           | 15,82                           | +8,61                           |
|                                 | Mana                                         | Clinton Dearlove                | 1.360                           | 8,14                            | +8,14                           | 1.043                           | 5,92                            | +5,92                           |
|                                 | Cànnabis                                     | Emma-Jane Mihaere Kingi         | 703                             | 4,21                            | +4,21                           | 230                             | 1,30                            | +0,26                           |
|                                 | Nacional                                     |                                 |                                 |                                 |                                 | 2.631                           | 14,92                           | +3,78                           |
|                                 | NZ Primer                                    |                                 |                                 |                                 |                                 | 1.544                           | 8,76                            | +3,20                           |
|                                 | Conservador                                  |                                 |                                 |                                 |                                 | 120                             | 0,68                            | +0,68                           |
|                                 | Unit Futur                                   |                                 |                                 |                                 |                                 | 43                              | 0,24                            | +0,05                           |
|                                 | ACT                                          |                                 |                                 |                                 |                                 | 32                              | 0,18                            | -0,48                           |
|                                 | Democràtic                                   |                                 |                                 |                                 |                                 | 16                              | 0,09                            | +0,06                           |
|                                 | Aliança                                      |                                 |                                 |                                 |                                 | 7                               | 0,04                            | -0,03                           |
|                                 | Libertarianz                                 |                                 |                                 |                                 |                                 | 4                               | 0,02                            | +0,00                           |
| Vots nuls                       | Vots nuls                                    | Vots nuls                       | Vots nuls                       | Vots nuls                       | Vots nuls                       | 268                             | 1,52                            | +0,20                           |
| Participació                    | Participació                                 | Participació                    | Participació                    | Participació                    | Participació                    | 17.620                          | 57                              | -7                              |
| Majoria                         | Majoria                                      | Majoria                         | Majoria                         | Majoria                         | Majoria                         | 1.475                           | 8,83                            | +14,34                          |
|                                 | Circumscripció guanyada pel Partit Laborista |                                 |                                 |                                 |                                 |                                 |                                 |                                 |

### Dècada de 2000
| Eleccions de 2008: Te Tai Tonga | Eleccions de 2008: Te Tai Tonga          | Eleccions de 2008: Te Tai Tonga | Eleccions de 2008: Te Tai Tonga | Eleccions de 2008: Te Tai Tonga | Eleccions de 2008: Te Tai Tonga | Eleccions de 2008: Te Tai Tonga | Eleccions de 2008: Te Tai Tonga | Eleccions de 2008: Te Tai Tonga |
| Partit                          | Partit                                   | Candidat                        | Vots per candidat               | %                               | ±%                              | Vots per partit                 | %                               | ±%                              |
| ------------------------------- | ---------------------------------------- | ------------------------------- | ------------------------------- | ------------------------------- | ------------------------------- | ------------------------------- | ------------------------------- | ------------------------------- |
|                                 | Maori                                    | Rahui Katene                    | 9.011                           | 47,30                           | +13,18                          | 4.414                           | 22,26                           | +4,71                           |
|                                 | Laborista                                | Mahara Okeroa                   | 7.962                           | 41,80                           | -5,43                           | 9.833                           | 49,58                           | -8,39                           |
|                                 | Verd                                     | Dora Roimata Langsbury          | 2.076                           | 10,90                           | -1,13                           | 1.430                           | 7,21                            | +0,74                           |
|                                 | Nacional                                 |                                 |                                 |                                 |                                 | 2.210                           | 11,14                           | +3,77                           |
|                                 | NZ Primer                                |                                 |                                 |                                 |                                 | 1.102                           | 5,56                            | -0,69                           |
|                                 | Cànnabis                                 |                                 |                                 |                                 |                                 | 207                             | 1,04                            | +0,24                           |
|                                 | Bill i Ben                               |                                 |                                 |                                 |                                 | 158                             | 0,80                            | +0,80                           |
|                                 | ACT                                      |                                 |                                 |                                 |                                 | 131                             | 0,66                            | +0,37                           |
|                                 | Progressista                             |                                 |                                 |                                 |                                 | 122                             | 0,62                            | -0,23                           |
|                                 | Família                                  |                                 |                                 |                                 |                                 | 76                              | 0,38                            | +0,38                           |
|                                 | Kiwi                                     |                                 |                                 |                                 |                                 | 69                              | 0,35                            | +0,35                           |
|                                 | Unit Futur                               |                                 |                                 |                                 |                                 | 38                              | 0,19                            | -0,87                           |
|                                 | Aliança                                  |                                 |                                 |                                 |                                 | 14                              | 0,07                            | +0,00                           |
|                                 | Treballadors                             |                                 |                                 |                                 |                                 | 13                              | 0,07                            | +0,07                           |
|                                 | Democràtic                               |                                 |                                 |                                 |                                 | 6                               | 0,03                            | -0,01                           |
|                                 | Libertarianz                             |                                 |                                 |                                 |                                 | 4                               | 0,02                            | +0,00                           |
|                                 | Pacífic                                  |                                 |                                 |                                 |                                 | 4                               | 0,02                            | +0,02                           |
|                                 | RAM                                      |                                 |                                 |                                 |                                 | 2                               | 0,01                            | +0,01                           |
| Vots nuls                       | Vots nuls                                | Vots nuls                       | Vots nuls                       | Vots nuls                       | Vots nuls                       | 261                             | 1,32                            | -0,35                           |
| Participació                    | Participació                             | Participació                    | Participació                    | Participació                    | Participació                    | 19.833                          | 64                              | -3,3                            |
| Majoria                         | Majoria                                  | Majoria                         | Majoria                         | Majoria                         | Majoria                         | 1.049                           | 5,51                            | +18,62                          |
|                                 | Circumscripció guanyada pel Partit Maori |                                 |                                 |                                 |                                 |                                 |                                 |                                 |

| Eleccions de 2005: Te Tai Tonga | Eleccions de 2005: Te Tai Tonga               | Eleccions de 2005: Te Tai Tonga | Eleccions de 2005: Te Tai Tonga | Eleccions de 2005: Te Tai Tonga | Eleccions de 2005: Te Tai Tonga | Eleccions de 2005: Te Tai Tonga | Eleccions de 2005: Te Tai Tonga | Eleccions de 2005: Te Tai Tonga |
| Partit                          | Partit                                        | Candidat                        | Vots per candidat               | %                               | ±%                              | Vots per partit                 | %                               | ±%                              |
| ------------------------------- | --------------------------------------------- | ------------------------------- | ------------------------------- | ------------------------------- | ------------------------------- | ------------------------------- | ------------------------------- | ------------------------------- |
|                                 | Laborista                                     | Mahara Okeroa                   | 9.015                           | 47,23                           | -15,94                          | 11.485                          | 57,89                           | -5,28                           |
|                                 | Maori                                         | Monte Ohia                      | 6.512                           | 34,12                           | +34,12                          | 3.481                           | 17,55                           | +17,55                          |
|                                 | Verd                                          | Metiria Turei                   | 2.296                           | 12,03                           | +12,03                          | 1.283                           | 6,47                            | -6,37                           |
|                                 | Progressista                                  | Russell Caldwell                | 705                             | 3,69                            | +3,69                           | 169                             | 0,85                            | -0,95                           |
|                                 | Destí                                         | Maru Samuel                     | 559                             | 2,93                            | +2,93                           | 235                             | 1,18                            | +1,18                           |
|                                 | Nacional                                      |                                 |                                 |                                 |                                 | 1.462                           | 7,37                            | +0,58                           |
|                                 | NZ Primer                                     |                                 |                                 |                                 |                                 | 1.240                           | 6,25                            | -6,01                           |
|                                 | Unit Futur                                    |                                 |                                 |                                 |                                 | 211                             | 1,06                            | -2,15                           |
|                                 | Cànnabis                                      |                                 |                                 |                                 |                                 | 159                             | 0,80                            | -1,78                           |
|                                 | ACT                                           |                                 |                                 |                                 |                                 | 58                              | 0,29                            | -1,06                           |
|                                 | Aliança                                       |                                 |                                 |                                 |                                 | 14                              | 0,07                            | -2,49                           |
|                                 | Patrimoni Cristià                             |                                 |                                 |                                 |                                 | 9                               | 0,05                            | -1,20                           |
|                                 | Democràtic                                    |                                 |                                 |                                 |                                 | 8                               | 0,04                            | +0,04                           |
|                                 | Drets de la Família                           |                                 |                                 |                                 |                                 | 7                               | 0,04                            | +0,04                           |
|                                 | Libertarianz                                  |                                 |                                 |                                 |                                 | 4                               | 0,02                            | +0,02                           |
|                                 | Una NZ                                        |                                 |                                 |                                 |                                 | 4                               | 0,02                            | -0,02                           |
|                                 | 99 Diputats                                   |                                 |                                 |                                 |                                 | 3                               | 0,02                            | +0,02                           |
|                                 | Democràcia Directa                            |                                 |                                 |                                 |                                 | 3                               | 0,02                            | +0,02                           |
|                                 | República                                     |                                 |                                 |                                 |                                 | 3                               | 0,02                            | +0,02                           |
| Vots nuls                       | Vots nuls                                     | Vots nuls                       | Vots nuls                       | Vots nuls                       | Vots nuls                       | 322                             | 1,62                            | +0,58                           |
| Participació                    | Participació                                  | Participació                    | Participació                    | Participació                    | Participació                    | 19.838                          | 67,3                            | +7,3                            |
| Majoria                         | Majoria                                       | Majoria                         | Majoria                         | Majoria                         | Majoria                         | 2.503                           | 13,11                           | -38,99                          |
|                                 | Circumscripció defensada pel Partit Laborista |                                 |                                 |                                 |                                 |                                 |                                 |                                 |

| Eleccions de 2002: Te Tai Tonga | Eleccions de 2002: Te Tai Tonga               | Eleccions de 2002: Te Tai Tonga | Eleccions de 2002: Te Tai Tonga | Eleccions de 2002: Te Tai Tonga | Eleccions de 2002: Te Tai Tonga | Eleccions de 2002: Te Tai Tonga | Eleccions de 2002: Te Tai Tonga | Eleccions de 2002: Te Tai Tonga |
| Partit                          | Partit                                        | Candidat                        | Vots per candidat               | %                               | ±%                              | Vots per partit                 | %                               | ±%                              |
| ------------------------------- | --------------------------------------------- | ------------------------------- | ------------------------------- | ------------------------------- | ------------------------------- | ------------------------------- | ------------------------------- | ------------------------------- |
|                                 | Laborista                                     | Mahara Okeroa                   | 9.760                           | 63,17                           | +13,90                          | 8.157                           | 51,14                           | -2,67                           |
|                                 | Nacional                                      | William Karaitiana              | 1.708                           | 11,06                           | +5,75                           | 1.083                           | 6,79                            | +1,59                           |
|                                 | Mana Maori                                    | Ellen Amohanga                  | 1.469                           | 9,51                            | +9,51                           | 481                             | 3,02                            | -0,99                           |
|                                 | Aliança                                       | Vernon Winitana                 | 802                             | 5,19                            | -4,71                           | 409                             | 2,56                            | -5,26                           |
|                                 | Unit Futur                                    | Witana Murray                   | 704                             | 4,56                            | +4,56                           | 512                             | 3,21                            | +3,06                           |
|                                 | Patrimoni Cristià                             | Deidre Morgan                   | 396                             | 2,56                            | +0,73                           | 200                             | 1,25                            | +0,04                           |
|                                 | Nga Iwi Morehu                                | Jennifer Waitai-Rapana          | 344                             | 2,23                            | +2,23                           |                                 |                                 |                                 |
|                                 | Independent                                   | Diana Webster                   | 267                             | 1,73                            | +1,73                           |                                 |                                 |                                 |
|                                 | Verd                                          |                                 |                                 |                                 |                                 | 2.048                           | 12,84                           | +6,71                           |
|                                 | NZ Primer                                     |                                 |                                 |                                 |                                 | 1.956                           | 12,26                           | -1,86                           |
|                                 | Cànnabis                                      |                                 |                                 |                                 |                                 | 412                             | 2,58                            | -1,61                           |
|                                 | Progressista                                  |                                 |                                 |                                 |                                 | 287                             | 1,80                            | +1,80                           |
|                                 | ACT                                           |                                 |                                 |                                 |                                 | 216                             | 1,35                            | +0,31                           |
|                                 | Recreació                                     |                                 |                                 |                                 |                                 | 178                             | 1,12                            | +1,12                           |
|                                 | Una NZ                                        |                                 |                                 |                                 |                                 | 6                               | 0,04                            | -0,09                           |
|                                 | NMP                                           |                                 |                                 |                                 |                                 | 4                               | 0,03                            | -0,76                           |
| Vots nuls                       | Vots nuls                                     | Vots nuls                       | Vots nuls                       | Vots nuls                       | Vots nuls                       | 167                             | 1,04                            | -0,73                           |
| Participació                    | Participació                                  | Participació                    | Participació                    | Participació                    | Participació                    | 16.116                          | 60,0                            | -11,57                          |
| Majoria                         | Majoria                                       | Majoria                         | Majoria                         | Majoria                         | Majoria                         | 8.052                           | 49,96                           | +25,72                          |
|                                 | Circumscripció defensada pel Partit Laborista |                                 |                                 |                                 |                                 |                                 |                                 |                                 |

### Dècada de 1990
| Eleccions de 1999: Te Tai Tonga | Eleccions de 1999: Te Tai Tonga              | Eleccions de 1999: Te Tai Tonga | Eleccions de 1999: Te Tai Tonga | Eleccions de 1999: Te Tai Tonga | Eleccions de 1999: Te Tai Tonga | Eleccions de 1999: Te Tai Tonga | Eleccions de 1999: Te Tai Tonga | Eleccions de 1999: Te Tai Tonga |
| Partit                          | Partit                                       | Candidat                        | Vots per candidat               | %                               | ±%                              | Vots per partit                 | %                               | ±%                              |
| ------------------------------- | -------------------------------------------- | ------------------------------- | ------------------------------- | ------------------------------- | ------------------------------- | ------------------------------- | ------------------------------- | ------------------------------- |
|                                 | Laborista                                    | Mahara Okeroa                   | 9.175                           | 49,27                           | +12,69                          | 10.105                          | 53,81                           | +18,42                          |
|                                 | NZ Primer                                    | Tu Wyllie                       | 4.653                           | 24,99                           | -13,00                          | 1.952                           | 10,40                           | -22,07                          |
|                                 | Aliança                                      | Vernon Winitana                 | 1.843                           | 9,90                            | +0,39                           | 1.468                           | 7,82                            | -3,48                           |
|                                 | Nacional                                     | Cliff Bedwell                   | 988                             | 5,31                            | -0,22                           | 1.573                           | 8,38                            | -0,17                           |
|                                 | Mauri Pacific                                | Atawhai Tibble                  | 781                             | 4,19                            | +4,19                           | 340                             | 1,81                            | +1,81                           |
|                                 | Patrimoni Cristià                            | William Ehau                    | 341                             | 1,83                            | +0,24                           | 228                             | 1,21                            | -0,97                           |
|                                 | Futur                                        | Witana Murray                   | 335                             | 1,80                            | +1,80                           | 236                             | 1,26                            | +1,26                           |
|                                 | ACT                                          | John Peters                     | 248                             | 1,33                            | +1,33                           | 196                             | 1,04                            | -0,09                           |
|                                 | Piri Wiri Tua                                | Erena Rigby                     | 137                             | 0,74                            | +0,74                           |                                 |                                 |                                 |
|                                 | Ngia Tatou                                   | Piripi Gray                     | 120                             | 0,64                            | +0,64                           |                                 |                                 |                                 |
|                                 | Verd                                         |                                 |                                 |                                 |                                 | 1.151                           | 6,13                            | +6,13                           |
|                                 | Cànnabis                                     |                                 |                                 |                                 |                                 | 787                             | 4,19                            | -0,06                           |
|                                 | Mana Maori                                   |                                 |                                 |                                 |                                 | 381                             | 2,03                            | -1,26                           |
|                                 | NMP                                          |                                 |                                 |                                 |                                 | 148                             | 0,79                            | +0,79                           |
|                                 | Animals Primer                               |                                 |                                 |                                 |                                 | 43                              | 0,23                            | +0,09                           |
|                                 | Illa del Sud                                 |                                 |                                 |                                 |                                 | 34                              | 0,18                            | +0,18                           |
|                                 | Libertarianz                                 |                                 |                                 |                                 |                                 | 29                              | 0,15                            | +0,13                           |
|                                 | NZ Unit                                      |                                 |                                 |                                 |                                 | 28                              | 0,15                            | -0,09                           |
|                                 | Una NZ                                       |                                 |                                 |                                 |                                 | 25                              | 0,13                            | +0,13                           |
|                                 | McGillicuddy                                 |                                 |                                 |                                 |                                 | 23                              | 0,12                            | -0,06                           |
|                                 | Moviment per a la Llibertat                  |                                 |                                 |                                 |                                 | 14                              | 0,07                            | +0,07                           |
|                                 | Llei Natural                                 |                                 |                                 |                                 |                                 | 10                              | 0,05                            | -0,01                           |
|                                 | Opció Popular                                |                                 |                                 |                                 |                                 | 6                               | 0,03                            | +0,03                           |
|                                 | Republicà                                    |                                 |                                 |                                 |                                 | 1                               | 0,01                            | +0,01                           |
| Vots nuls                       | Vots nuls                                    | Vots nuls                       | Vots nuls                       | Vots nuls                       | Vots nuls                       | 333                             | 1,77                            | +0,87                           |
| Participació                    | Participació                                 | Participació                    | Participació                    | Participació                    | Participació                    | 18.778                          | 71,57                           | -5,74                           |
| Majoria                         | Majoria                                      | Majoria                         | Majoria                         | Majoria                         | Majoria                         | 4.522                           | 24,08                           | +25,49                          |
|                                 | Circumscripció guanyada pel Partit Laborista |                                 |                                 |                                 |                                 |                                 |                                 |                                 |

| Eleccions de 1996: Te Tai Tonga | Eleccions de 1996: Te Tai Tonga                 | Eleccions de 1996: Te Tai Tonga | Eleccions de 1996: Te Tai Tonga | Eleccions de 1996: Te Tai Tonga | Eleccions de 1996: Te Tai Tonga | Eleccions de 1996: Te Tai Tonga | Eleccions de 1996: Te Tai Tonga | Eleccions de 1996: Te Tai Tonga |
| Partit                          | Partit                                          | Candidat                        | Vots per candidat               | %                               | ±%                              | Vots per partit                 | %                               | ±%                              |
| ------------------------------- | ----------------------------------------------- | ------------------------------- | ------------------------------- | ------------------------------- | ------------------------------- | ------------------------------- | ------------------------------- | ------------------------------- |
|                                 | NZ Primer                                       | Tu Wyllie                       | 7.657                           | 37,99                           |                                 | 6.576                           | 32,47                           |                                 |
|                                 | Laborista                                       | Whetu Tirikatene-Sullivan       | 7.372                           | 36,58                           |                                 | 7.167                           | 35,39                           |                                 |
|                                 | Aliança                                         | Hone Kaiwai                     | 1.916                           | 9,51                            |                                 | 2.290                           | 11,31                           |                                 |
|                                 | Mana Maori                                      | Eva Rickard                     | 1.220                           | 6,05                            |                                 | 667                             | 3,29                            |                                 |
|                                 | Nacional                                        | Cliff Bedwell                   | 1.115                           | 5,53                            |                                 | 1.732                           | 8,55                            |                                 |
|                                 | Cànnabis                                        | Honty Whaanga-Morris            | 873                             | 4,33                            |                                 | 896                             | 4,42                            |                                 |
|                                 | Coalició Cristiana                              |                                 |                                 |                                 |                                 | 441                             | 2,18                            |                                 |
|                                 | ACT                                             |                                 |                                 |                                 |                                 | 232                             | 1,15                            |                                 |
|                                 | NZ Unit                                         |                                 |                                 |                                 |                                 | 52                              | 0,26                            |                                 |
|                                 | McGillicuddy                                    |                                 |                                 |                                 |                                 | 37                              | 0,18                            |                                 |
|                                 | Te Tawharau                                     |                                 |                                 |                                 |                                 | 35                              | 0,17                            |                                 |
|                                 | Progressista Verd                               |                                 |                                 |                                 |                                 | 33                              | 0,16                            |                                 |
|                                 | Animals Primer                                  |                                 |                                 |                                 |                                 | 28                              | 0,14                            |                                 |
|                                 | Societat Verda                                  |                                 |                                 |                                 |                                 | 22                              | 0,11                            |                                 |
|                                 | Llei Natural                                    |                                 |                                 |                                 |                                 | 12                              | 0,06                            |                                 |
|                                 | Pensionistes i Joves                            |                                 |                                 |                                 |                                 | 9                               | 0,04                            |                                 |
|                                 | Minoria Ètnica                                  |                                 |                                 |                                 |                                 | 7                               | 0,03                            |                                 |
|                                 | Conservador                                     |                                 |                                 |                                 |                                 | 5                               | 0,02                            |                                 |
|                                 | Libertarianz                                    |                                 |                                 |                                 |                                 | 4                               | 0,02                            |                                 |
|                                 | Avança                                          |                                 |                                 |                                 |                                 | 3                               | 0,01                            |                                 |
|                                 | Àsia Pacífic                                    |                                 |                                 |                                 |                                 | 2                               | 0,01                            |                                 |
| Vots nuls                       | Vots nuls                                       | Vots nuls                       | Vots nuls                       | Vots nuls                       | Vots nuls                       | 182                             | 0,90                            |                                 |
| Participació                    | Participació                                    | Participació                    | Participació                    | Participació                    | Participació                    | 20.250                          | 77,31                           |                                 |
| Majoria                         | Majoria                                         | Majoria                         | Majoria                         | Majoria                         | Majoria                         | 285                             | 1,41                            |                                 |
|                                 | Circumscripció guanyada per Nova Zelanda Primer |                                 |                                 |                                 |                                 |                                 |                                 |                                 |

## Circumscripcions properes
|  |  |  |
|  |  |  |
|  |  |  |